# Copa Norte
La Copa Norte de Futebol (en français : Coupe du Nord de football), est une compétition brésilienne de football organisée par la Confédération brésilienne de football (CBF). Cette compétition regroupe les plus grandes équipes des États du nord du Brésil (sauf les équipes de l'État du Tocantins qui ne participent à aucune des éditions). On ajoute à cette compétition les équipes du Maranhão et du Piauí (malgré leur position au nord-est du pays). 
Les représentants de cette compétition y sont qualifiés en arrivant en phase finale des championnats régionaux. Cette coupe, outre un titre, offre la possibilité de participer initialement à la Copa CONMEBOL. À la suite de sa disparition, les vainqueurs participent à la Copa dos Campeões. Elle est supprimée après l'édition 2002.

## Histoire
Dans les années 1990, la CBF organise à nouveau des compétitions régionales telles que le tournoi Rio-São Paulo et la Copa do Nordeste. Ainsi, la première édition de la Copa Norte a eu lieu en 1997 (pt), avec les meilleures équipes de chaque championnat d'État de la région. Le Rio Branco FC remporte la première édition face au Clube do Remo,. Le vainqueur de la Copa Norte se qualifie à la Copa CONMEBOL,. À la suite de sa disparition, les vainqueurs participent à la Copa dos Campeões. Le São Raimundo EC remporte la compétition trois fois de suite entre 1999 et 2001,. Le Paysandu SC remporte la dernière édition (pt) face au São Raimundo EC, triple tenant du titre,. La Copa Verde prend la suite de la Copa Norte.

## Palmarès

### Par édition
| 1997 Détails (pt) | Rio Branco FC       | 0 - 0 2 - 1             | Clube Remo        | Ji-Paraná FC (pt) | Sociedade Imperatriz |
| 1998 Détails (en) | Sampaio Corrêa FC   | 0 - 1 2 - 1 (3 − 0) tab | São Raimundo EC   | Rio Branco FC     | Ypiranga Clube       |
| 1999 Détails (en) | São Raimundo EC     | 1 - 0 1 - 2 (3 − 1) tab | Sampaio Corrêa FC | EC Flamengo       | Cruzeiro EC (pt)     |
| 2000 Détails (en) | São Raimundo EC (2) | 2 - 3 2 - 0             | Maranhão AC       | River AC          | Clube Remo           |
| 2001 Détails (en) | São Raimundo EC (3) | 0 - 1 - 0               | Paysandu SC       | SC Genus (pt)     | River AC             |
| 2002 Détails (pt) | Paysandu SC         | 1 - 0 3 - 0             | São Raimundo EC   | Ji-Paraná FC (pt) | Clube Remo           |

### Palmarès individuel
| Édition | Meilleur(s) buteur(s)                  | Entraîneur vainqueur                                         |
| ------- | -------------------------------------- | ------------------------------------------------------------ |
| 1997    | Edil (5)                               | Aucune donnée connue à ce jour, votre aide est la bienvenue. |
| 1998    | Júnior (6)                             | Aucune donnée connue à ce jour, votre aide est la bienvenue. |
| 1999    | Fabiano, Neto, Niltinho (4)            | Aucune donnée connue à ce jour, votre aide est la bienvenue. |
| 2000    | Paulo César, Robenildo (5)             | Aucune donnée connue à ce jour, votre aide est la bienvenue. |
| 2001    | Babá, Delmo, Marcelo Cabeção, Edil (5) | Aucune donnée connue à ce jour, votre aide est la bienvenue. |
| 2002    | Lecheva (pt) (9)                       | Givanildo Oliveira (pt)                                      |

### Bilan par club
| Rang | Équipe               | Vainqueur | Finaliste | Troisième | Quatrième | Édition(s) gagnée(s) | Participations |
| ---- | -------------------- | --------- | --------- | --------- | --------- | -------------------- | -------------- |
| 1    | São Raimundo EC      | 3         | 2         | 0         | 0         | 1999, 2000 et 2001   | 5              |
| 2    | Paysandu SC          | 1         | 1         | 0         | 0         | 2002                 | 5              |
| 3    | Sampaio Corrêa FC    | 1         | 1         | 0         | 0         | 1998                 | 3              |
| 4    | Rio Branco FC        | 1         | 0         | 1         | 0         | 1997                 | 3              |
| 5    | Clube Remo           | 0         | 1         | 0         | 2         | -                    | 4              |
| 6    | Maranhão AC          | 0         | 1         | 0         | 0         | -                    | 2              |
| 7    | Ji-Paraná FC (pt)    | 0         | 0         | 2         | 0         | -                    | 2              |
| 8    | River AC             | 0         | 0         | 1         | 1         | -                    | 3              |
| 9    | SC Genus (pt)        | 0         | 0         | 1         | 0         | -                    | 2              |
| 10   | EC Flamengo          | 0         | 0         | 1         | 0         | -                    | 1              |
| 11   | Ypiranga Clube       | 0         | 0         | 0         | 1         | -                    | 2              |
| 12   | Sociedade Imperatriz | 0         | 0         | 0         | 1         | -                    | 1              |
| 13   | Cruzeiro EC (pt)     | 0         | 0         | 0         | 1         | -                    | 1              |

### Bilan par État
| Rang | État            | Vainqueur | Finaliste | Troisième | Quatrième | Édition(s) gagnée(s) |
| ---- | --------------- | --------- | --------- | --------- | --------- | -------------------- |
| 1    | Amazonas (FAF)  | 3         | 2         | 0         | 0         | 1999, 2000 et 2001   |
| 2    | Pará (FPF)      | 1         | 2         | 0         | 2         | 2002                 |
| 3    | Maranhão (FMF)  | 1         | 2         | 0         | 1         | 1998                 |
| 4    | Acre (FFAC)     | 1         | 0         | 1         | 0         | 1997                 |
| 5    | Rondônia (FFER) | 0         | 0         | 3         | 1         | -                    |
| 6    | Piauí (FFP)     | 0         | 0         | 2         | 1         | -                    |
| 7    | Amapá (FAF)     | 0         | 0         | 0         | 1         | -                    |